# Формула-Холден
Фо́рмула-Хо́лден (также известная как Формула-Брэбем, Австралийская Ф4000 и OzBoss Championships) — это автогоночный чемпионат на машинах с открытыми колёсами, являвшийся старшим дивизионом подобных гонок в Австралии.

## История

### Общая информация

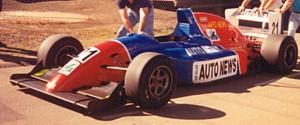
Грег Мёрфи за рулём Ralt RT23, 1994 год

Серия образована накануне сезона 1989 года на базе существовавшего до того первенства австралийской Формулы-2. Личный зачёт нового чемпионата сохранил формальный статус чемпионата Австралии среди пилотов, проводясь в таком виде вплоть до 2005 года, когда из-за малой популярности гонок класса CAMS лишила серию этого титула в пользу первенства австралийской Формулы-3.
Своё общеизвестное имя — Формула-Холден — серия носила два периода своей истории — в 1989-90 и в 1996—2002 годах, получив эту вывеску в честь монопольного поставщика двигателей для чемпионата: австралийского производителя Holden. Кроме этого чемпионат носил ещё несколько имён: в 1991-95 годах первенство проводилось под именем Формулы-Брэбем (в честь трёхкратного чемпиона мира Формулы-1 Джека Брэбема), в 2003-06 годах первенство было именовалось австралийской Формулой-4000 (в честь рабочего объёма двигателя), а в 2007 году — в последний год существования — чемпионат именовался первенством OzBoss в классе Формула-3000 V6.
Пропустив через себя на рубеже 1990-х и 2000-х годов нескольких будущих звёзд мирового автоспорта серия постепенно стала терять свой статус: у команд не было денег на регулярное обновление техники и разработку современных шасси, а лучшие местные пилоты предпочитали любо быстро уезжать в Европу, либо переходить в более популярные кузовные гонки. В итоге к 2008 году средний возраст участников гонок значительно вырос, а число заявок на стартовое поле стало постепенно снижаться. Накануне сезона-2008 первенство было закрыто.

### Техника серии
В сравнении с регламентом Формулы-2 серия использовала практически те же шасси, а вот моторы были существенно мощнее: Holden использовал для серии 3,8-литровый двигатель Buick V6 от шестого поколения своей модели Holden Commodore, подготавливая его усилиями компании Perkins Engineering, способный выдавать до 330 л.с. В дальнейшем в серию периодически приходили и другие моторостроители, а в качестве шасси стала использоваться старая техника из Европы и Японии, а также редкие собственные разработки команд серии.
В 2006 году регламент двигателей был несколько пересмотрен: в качестве базового был утверждён 3,6-литровый мотор V6, за разработку которого взялось другое подразделение General Motors.
Автомобили, подготовленные для участия в гонках первенства, также участвовали во внезачётном Гран-при Новой Зеландии, тихоокеанской серии 1993 года, австрало-новозеландском кубке Тасмании.

### Известные пилоты
Наиболее известны три бывших участника серии: Марк Уэббер (проведший в серии лишь несколько гонок), а также Скотт Диксон и Уилл Пауэр (с разницей в четыре года ставших победителями первенства). При этом новозеландец, быстро прошедший все юниорские формульные классы, стал чемпионом серии уже в 18 лет.

## Чемпионы серии
| Сезон | Название серии                                      | Личный зачёт     | Шасси       |
| ----- | --------------------------------------------------- | ---------------- | ----------- |
| 1989  | Australian Drivers' Championship in Formula Holden  | Рохан Онслоу     | Ralt RT20   |
| 1990  | Australian Drivers' Championship in Formula Holden  | Саймон Кейн      | Ralt RT21   |
| 1991  | Australian Drivers' Championship in Formula Brabham | Марк Скайфи      | Spa FB003   |
| 1992  | Australian Drivers' Championship in Formula Brabham | Марк Скайфи (2)  | Spa FB003   |
| 1993  | Australian Drivers' Championship in Formula Brabham | Марк Скайфи (3)  | Lola T91/50 |
| 1994  | Australian Drivers' Championship in Formula Brabham | Пол Стокелл      | Reynard 91D |
| 1995  | Australian Drivers' Championship in Formula Brabham | Пол Стокелл (2)  | Reynard 91D |
| 1996  | Australian Drivers' Championship in Formula Holden  | Пол Стокелл (3)  | Reynard 91D |
| 1997  | Australian Drivers' Championship in Formula Holden  | Джейсон Брайт    | Reynard 91D |
| 1998  | Australian Drivers' Championship in Formula Holden  | Скотт Диксон     | Reynard 92D |
| 1999  | Australian Drivers' Championship in Formula Holden  | Саймон Уиллз     | Reynard 94D |
| 2000  | Australian Drivers' Championship in Formula Holden  | Саймон Уиллз (2) | Reynard 94D |
| 2001  | Australian Drivers' Championship in Formula Holden  | Рик Келли        | Reynard 94D |
| 2002  | Australian Drivers' Championship in Formula Holden  | Уилл Пауэр       | Reynard 94D |
| 2003  | Australian Drivers' Championship in Formula 4000    | Даниэль Гонт     | Reynard 96D |
| 2004  | Australian Drivers' Championship in Formula 4000    | Нил Макфайден    | Reynard 95D |
| 2005  | Австралийская Формула-4000                          | Питер Хаскетт    | Reynard 96D |
| 2006  | Австралийская Формула-4000                          | Дерек Пинджел    | Reynard 95D |
| 2007  | OzBoss Championships (класс F3000V6)                | Тай Хэнджер      | Reynard 95D |